# Цестодози
Цестодози (англ. cestode infections) — група гельмінтозів. Їх спричинюють гельмінти з класу стрічкових / стьожкових черв'яків (цестоди, лат. Cestoda) — бичачий, свинячий, карликовий ціп'яки, різноманітні стьожківці, ехінокок, альвеокок тощо.

## Особливості цестод
До цестод відносять тих гельмінтів, які, головним чином, мають такі основні ознаки:
- мають стрічкоподібну форму, а тіло цестод складається з тісно пов'язаних сегментів (проглотид). Ці проглотиди об'єднані в ланцюжок (стробілу) і прикріплені до головки (сколекса). На верхівці сколексу є ще й невеликий хоботок, озброєний віночком або кількома рядами тегументних гачків. Він забезпечений м'язовими присосками (у ціп'яків) або присмоктувальними ямками-ботріями (у стьожковців). У ряду видів ціп'яків на сколексі, окрім присосок, є гаки.
- є гермафродитами, що запліднюються або перехресно (між сусідніми проглотидами) або в одній й тій же проглотиді, де є обидва статеві апарати. У кожній проглоттиді закладена своя самостійна система статевих органів.
- формування проглотид походить від шийки, яка знаходиться безпосередньо за сколексом, тому кожна наступна проглотида відрізняється від попередньої більшою зрілістю. У проглотидах, близьких до шийки, ще немає статевих органів. У міру розвитку проглотид у них закладаються елементи спочатку чоловічої, а потім жіночої статевої системи.
Чоловічий статевий апарат складається з різної кількості сім'яників — від одного до декількох сот у кожній прглотиді. Від кожного сім'яника відходить сім'явивідна протока. Усі вони з'єднуються в загальну протоку, яка, багаторазово звиваючись, входить у м'язову бурсу цирруса. Після запліднення чоловіча статева система розвивається зворотно, а в жіночій все більше місце займає матка з яйцями.
Жіночий статевий апарат включає яєчник, у більшості випадків парний, розташовується найчастіше медіально, поблизу заднього краю проглотиди. Сюди ж приєднується і вивідний канал жовтяників, а також протоки залоз тільця Меліса, в результаті чого утворюється так званий оотип. Жовтяник нерідко буває один непарний, розташований позаду яєчника. В інших випадках він являє собою комплекс парних залоз, які лежать у бічних відділах проглотид. З оотипа запліднені яйця переміщуються в матку. Найдистальніші від сколексу проглотиди, які містять матку, переповнену яйцями, здатні відділятися від стробіли і виходити в довкілля з кишківника гельмінта (окрім дифілоботрід — збудників дифілоботріозу).
У ціп'яків матка в зрілих члениках не має вихідного отвору і у більшості видів зрілі членики з яйцями відриваються по одному або цілими фрагментами стробіли і виходять у довкілля. Яйця у ціп'яків не мають потужної шкаралупи і містять зародок (онкосферу) з шістьма гачками.
У стьожковців матка має вихідний отвір, тому їхні яйця виділяються з матки в просвіт кишківника гельмінта, а потім з фекаліями назовні. Яйця стьожковців покриті щільною шкаралупою і на одному полюсі мають кришечку;
- у статевозрілій стадії живуть у кишці хазяїна і фіксуються до слизової за допомогою спеціального ротового апарату (присоски, борозни або хоботки);
- не мають кишкової трубки, а харчування цестод йде всією поверхнею за допомогою мікроворсинок, які покривають всю стробілу ззовні, всередині тіла цестод є ферменти, які перетравлюють всмоктані з кишки хазяїна. Екскреція відбувається за допомогою складної системи збиральних трубок;
- не мають порожнини тіла, а внутрішні органи розташовані в пухкій клітинній паренхімі;
- нервова система складається з центрального нервового вузла, розташованого в сколексі, й поздовжніх нервових стовбурів, які проходять через всю стробілу;

Цестоди завдовжки від кількох міліметрів до 10 метрів і більше.
Є два ряда цестод — ціп'які (ціклофіллідеї, Cyclophyllidea) і стьожковці (псевдофіллідеї, Pseudophyllidea). Їхні основні відмінності:
- у ціп'яків на сколексе знаходяться 4 присоски і часто є хоботок з гаками; матка закрита.
- у стьожковців на сколексе є дві ботрії — присмоктувальні ямки або щілини; матка відкрита.

Цестоди є біогельмінтами, мають у своєму циклі розвитку по 2-3 хазяїна. Ціп'яки розвиваються зі зміною двох хазяїв — остаточного (дефінітивного) і проміжного. Людина може грати роль як остаточного, так і проміжного хазяїна. У розвитку деяких інших ціп'яків людина теж грає роль проміжного хазяїна. Ехінокок у статевозрілій стадії живе у собак, вовків, лисиць, а в личинковій — у домашніх тварин (вівці, велика рогата худоба, свині тощо), а також у людини. Для личинкової (міхурової) стадії ехінокока характерно внутрішнє або зовнішнє брунькування і утворення зародкових сколексов. Є ціп'яки, у яких весь цикл розвитку відбувається в одному організмі. як то гіменолепідіди (Hymenolepis nапа, Н. fraterna) — збудники гіменолепідозу. В їхньому життєвому циклі личинкова стація (цистицеркоїд) розвивається в кишкових ворсинках. Вважається, що тим самим людина для є одночасно і проміжним, і кінцевим хазяїном. Розвиток стьожковців відбувається за участю трьох хазяїв: головного і двох проміжних. Остаточними хазяями є ссавці та птиці, першими проміжними — рачки, а другими (додатковим) — риби. Іноді цикл розвитку ускладнюється вклинювання резервуарних господарів — хижих риб, які поїдають риб — облігатних додаткових хазяїв, що полегшує потрапляння паразита до основного хазяїна.

## Гельмінтози у людей, які спричинюють цестоди
Найбільше значення в людській патології мають теніаринхоз, теніоз, цистицеркоз, гіменолепідоз, дифілоботріоз, ехінококоз, альвеококоз.

### Eucestoda
До підкласу відносять ціп'яків бичачого і свинячого, збудників теніаринхозу і теніозу, і ехінокока з альвеококом. Це цестоди різного розміру — від 1 см до 10 м і більше. Зрілі членики подовжені. Сколекс з хоботком, що не втягується, і присосками, що не озброєні шипиками. На хоботке можуть бути гаки, частіше розташовані в 2 ряди. Нерівномірно чергуються статеві отвори розташовані по краях члеників. Сім'яників велика кількість. Яєчник дволопатевий, вагіна звита, жовтяники компактні, лежать позаду яєчника. У зрілій проглотиді матка має вигляд поздовжнього стовбура з бічними відгалуженнями. Личинкові форми різні: цистицерки, стробілоцеркі, ценури, ехінококи. Для ціп'яків бичачого і свинячого людина є дефінітивним хазяїном, оскільки вони паразитують в ньому в стрічкової стадії. У личинкової стадії у формі цистицерків ці ціп'які живуть у м'язах великої рогатої худоби (ціп'як бичачий) і свиней (ціп'як свинячий). Ціп'як свинячий у личинковій стадії може виявитися і у людини, хоча як проміжний хазяїн людина значення не має. У такому випадку розвивається цистицеркоз.

##### Теніаринхоз
Для теніаринхозу характерним є самостійний вихід з кишки людини поза актом дефекації проглотид ціп'яка та переважно шлунково-кишкові розлади. Активний самостійний вихід проглотид іноді може не супроводжуватися об'єктивними проявами при проході через анус, хоча частіше хворі відчувають свербіння, відчуття повзання у ділянці анального сфінктера. У виражених випадках на початку хвороби може турбувати булімія, проте яка супроводжується певним схудненням хворого. Надалі хворі відзначають загальну слабкість, печію, нудоту, тяжкість у верхній частині живота (епігастрії), біль у животі різної інтенсивності, рідше — збільшення язика, поява на ньому тріщин і відбитків зубів по краях. Ларингостеноз поширений повсюдно, особливо широко — у країнах Африки, Близького Сходу, Центральної та Південної Азії, Південної Америки. Зустрічається нечасто й в Україні. Його відносять до тих 4-х гельмінтозів в Україні, де збудника може помітити у себе сам пацієнт. Виділення проглотид з кишки людини відбувається вже через 2,5-4 місяці від моменту зараження. У яйцях за цей період відбувається дозрівання зародка. При паразитуванні дорослих особин гельмінта в кишці людини проглотиди, які відокремилися від стробіли ціп'яка, активно виповзають з кишечника у довкілля, здатні там рухатися на великі відстані, при висиханні звільняючи яйця та забруднюючи ними рослини. Така активність проглотид необхідна гельмінту, тому що подальший розвиток проходить в організмі травоїдних тварин. Разом з травою проглотиди або вже їхні яйця заковтуються та потрапляють у травний тракт великої рогатої худоби, де внаслідок дії грубої травної поверхні трьохкамерного шлунку та його соку вони, врешті решт, розкриваються, а з них виходять зародки, який за допомогою гаків проникають у капіляри стінки дванадцятипалої кишки і потоком крові розносяться по організму худоби. Зародки переважно осідають у міжм'язовій сполучній тканині, де перетворюється на фіну (цистицерк — личинку, що містить лише 1 сколекс). Фіни зберігають інвазійність у тканинах великої рогатої худоби впродовж 6-9 місяців. При потраплянні фін всередині яловичини паразит прикріплюється у травній системі людини до слизової оболонки проксимального відділу тонкої кишки за допомогою присосок, зростає з формуванням проглотид. Бичачий ціп'як може паразитувати в організмі людини декілька десятків років. Зараження людей відбувається при вживанні в їжу інвазованого фінами сирого яловичого м'яса або яловичих м'ясних продуктів, приготованих з порушеннями технології кулінарної обробки. Захворюваність сільського населення в 3 рази вище від міського, понад 80 % хворих складають дорослі. Від хворих людей зараження здорових не відбувається. на початку хвороби особливих проявів не відбувається. Хворих іноді турбує збільшення апетиту, вони вживають велику кількість іжи, але при цьому худнуть.

##### Теніоз
Ця інвазія проявляється кишковими розладами. Поширений теніоз повсюдно, окрім Австралії та деяких островів Океанії. Найбільшу захворюваність реєструють в Індії, Північному Китаї, Африці та Південній Америці, що відображає відповідні харчові уподобання населення та релігійні заборони. В Україні гельмінтоз нечасто зустрічається в різних регіонах. Остаточний хазяїн свинячого ціп'яка — людина, в тонкому кишечнику якого паразитує статевозріла форма гельмінта. Заражений виділяє з фекаліями проглотиди (частіше ціли куски стробіли по 5-6 проглотид одразу) та яйця гельмінта. Забруднення ними довкілля призводить до зараження проміжних хазяїв, часто внаслідок їхньої копрофагії та всеїдності. В організмі проміжного хазяїна (свині, рідше собаки, кішки, вівці, люди) зародки звільняються з яєць, проникають у стінку кишок і з током крові розносяться по всьому організму, формуючи в міжм'язовій сполучній тканині проміжні форми — цистицерки. Люди заражаються з'ївши погано термічно оброблену свинину. Після вживання фінозної свинини цистицерки перетворюються на дорослих паразитів в кишечнику людини. Через 2-2,5 місяці гельмінт досягає своєї зрілості. Після формування ціп'яка зміни його локалізації в кишці, як при теніаринхозі, не відбувається.

##### Цистицеркоз
Це гельмінтоз, який розвивається внаслідок паразитування у тканинах і органах людини личинкової стадії свинячого ціп'яка — цистицерків (Cysticercus cellulosae). Найчастіше цистицерки уражають центральну нервову систему, очі та м'язи. Хворі на теніоз люди є заразними для тих, хто їх оточують, через можливість виділення зрілих яєць у довкілля, що може призводити до інфікування здорових людей. Безпосередньо інвазування відбувається через вживання в їжу харчових продуктів або через воду, що забруднені фекаліями, що містять яйця Taenia solium. Поряд з фекальним забрудненням певну роль у поширенні яєць відіграють мухи, які залишають їх на поверхні продуктів, на об'єктах довкілля. Звичайними проявами цистицеркозу головного мозку є епілептиформні напади, які часто можуть виникати при різких рухах голови. Притаманний підвищений внутрішньочерепний тиск, нерідкі паралічі. Локалізація личинок гельмінта в оці може супроводжуватися помутнінням його, хоріоретинітом, відшаруванням сітківки. Порушення зору може доходити до повної сліпоти. Слізні залози і вії очей також можуть бути уражені. При локалізації гельмінтів у серці може бути порушення серцевого ритму. Практично будь-який орган може бути ураженим при цистицеркозі, прояви залежать від кількості та локалізації цист.

### Дифілоботріїди
Ряд Diphyllobothriidea — цестоди великого розміру (від 1 до 10 м і більше). Стробіла з великим числом проглотид. Сколекс зазвичай з двома щілиноподібними ботріями, розташованими з дорсальної і вентральної сторін. У кожній проглотиді одинарний комплект статевих елементів. Три статевих отвори відкриваються медіанно з набрюшной стороні в такій послідовності: попереду цирус, позаду вагіна і за нею матка. Сім'яники і жовткові фолікули знаходяться в бічних нолях проглоттиди. Сім'яники є тільки в серцевинному шарі, а жовтяники як в серцевині, так і в кірковому шарі. Тільце Меліса розташоване дорсально від яєчника. Матка розеткоподібна, з яйцями.

##### Дифілоботріоз
Збудники цього гельмінтозу паразитують у кишках людини чи тварин, спричинюють розлади травної системи, хронічну інтоксикацію та іноді перніціозну В12-фолієводефіцитну анемію. У людини можуть паразитувати 10 видів стьожаків / стьожківців з родини Diphyllobothriidae. Серед них найпоширенішим Diphyllobothrium latum. Зараження людини іншими видами виявляються спорадично. Стьожковець широкий, паразитуючи в організмі людини, досягає завдовжки 2—10 м. Є окремі свідчення про 12-метрові особини. Широкий стьожковець, паразитуючи в тонкій кишці людини або інших основних хазяїв, виділяє з калом у довкілля щоденно більше 2 млн яєць. Розвиток гельмінта проходить зі зміною трьох хазяїв. Остаточним хазяїном є людина, собака, котячі, свиня, бурий і білий ведмеді, лисиця, тюлень, нерпа, морж. Першим проміжним хазяїном є прісноводні веслоногі рачки (циклопи і дафнії), другим проміжним (додатковим) — хижі риби.

### Гіменолепіїди
Hymenolepididae — цестоди дрібні або середньої величини. На сколексі є хоботок, що втягується, з одним рядом гаків. Статеві органи одинарні, статеві отвори здебільшого розташовані по одній стороні стробіли. Сім'янки великі, нечисленні, найчастіше за все їх не більше чотирьох. Зріла матка — у вигляді поперечної трубки. Гіменолепідіди — паразити ссавців і птахів. Проміжні хазяї — членистоногі (комахи, ракоподібні). Рідше гіменолепідіди розвиваються без проміжних хазяїв. Для медицини практичне значення має Hymenolepis nana.

##### Гіменолепідоз
Антропонозний контагіозний гельмінтоз, який спричинює карликовий ціп'як. Гіменолепідоз у клінічному плані характеризується переважно ознаками ураження травної системи. Гіменолепідоз є найпоширенішим цестодозом людства, його реєструють всюди, де живуть люди. Життєвий цикл карликового ціп'яка характеризується послідовним розвитком личинкової та дорослої стадій в організмі людини, яка є одночасно проміжним і основним хазяїном. Дорослі особини паразитують у тонкій кишці людини.

### РідEchinococcus

##### Ехінококоз
Це біогельмінтоз, який спричинює у людей личинкова стадія ціп'яка Echinococcus granulosus. Характеризується хронічним перебігом з розвитком у печінці, іноді в легенях і деяких інших органах, солітарних або множинних кистозних утворень. Ехінококоз поширений у регіонах з розвиненим пасовищним скотарством на всіх континентах. Вважається, що щорічно в світі хворіють на ехінококоз до 1 млн людей. Часто реєструється в Україні.
Основне джерело інвазії — собаки, меншою мірою — інші представники родин псових і котячих. Основну роль у підтриманні кругообігу ехінокока відіграють ljvfiys собаки і сільськогосподарські тварини (вівці, свині, велика рогата худоба). Зрілі проглотиди гельмінта і онкосфери виділяються з фекаліями інвазованих тварин. Попадання яєць ехінокока в організм свиней відбувається при випасі їх на подвір'ях населеного пункту, при поїданні ними фекалій заражених блукаючих та дворових собак. Проміжний хазяїн, у тому числі людина, заражається орально при контакті з інвазованими собаками, а також через забруднені яйцями паразита предмети побуту, ягоди, землю, траву. Ехінококоз є професійною хворобою пастухів, власників нартових собак, стригалів овець, вовна яких буває забруднена яйцями гельмінта.
У кишці людини з яєць вивільняються онкосфери, які проникають у стінку кишки, де більшість їх затримується і заглиблюється в слизову оболонку тонкої кишки. Згодом онкосфера проникає через лімфатичні та венозні судини в систему ворітної вени, в результаті цього більшість зародків ехінокока заносяться з течією крові насамперед у печінку, де вони в більшості випадків затримуються і розвиваються в ехінококові кисти.

##### Альвеококоз
Характеризується інвазивним зростанням альвеококової кисти, що нагадує злоякісну пухлину, яке першочергово виникає в печінці. Особливістю розвитку альвеококового міхура є інфільтративне зростання та здатність до метастазування. При розриві первинного альвеококового міхура може відбуватися вторинне розсіювання в черевній порожнині, потрапляння до інших органів. Прогноз при цьому несприятливий. Джерелом інвазії є представники родини псових, частіше дикі, лисиці, койоти, зрідка котячі, які виділяють заповнені яйцями проглотиди у довкілля. До зараження личинкової стадією альвеококка в природі сприйнятливі численні види мишоподібних гризунів. Люди заражаються на охоті, при збиранні ягід і лісових продуктів, контакті з собаками або котами тощо. Не виключається можливість зараження людини в осередках альвеококозу під час пиття води з озер та інших непроточних водойм. Клінічний перебіг альвеококозу в перші місяці, а іноді й роки, майже безсимптомний. Надалі з'являються неприємні відчуття в ділянці печінки, ниючий біль, особливо під час бокових рухів. При цьому нерідко з'являється гарячка, нездужання, наростає немотивована втомлюваність. Найчастішою клінічною знахідкою є збільшення розмірів печінки. Збільшення розмірів селезінки виявляється лише у випадках, ускладнених портальною гіпертензією або тих, що пов'язані з метастазуванням альвеококових міхурів до селезінки. При проведенні ультразвукового дослідження виявляється пухлиноподібне утворення різних розмірів у печінці. Здавлювання жовчних проток призводить до появи жовтяниці і холестазу, здавлювання печінкових вен — до появи асциту.

### Дипілідіоз
Цей гельмінтоз спричинює ціп'як собачий (огірковий або гарбузоподібний). Джерелами інвазії є собаки та коти. Серед людей повсюдно в світі реєструють спорадичні випадки, зокрема й в Україні. Остаточними хазяями гельмінта є хижі м'ясоїдні тварини: собака, кішка, лисиці, вовк, шакал, песець, єнот тощо. Собака є основним хазяїном Dipylidium caninum. Проміжними хазяями є численні ектопаразити остаточних хазяїв: блохи, волосоїди тощо. Переважно діти зрідка заражаються при випадковому заковтуванні інвазованих волосоїдів і бліх собак і кішок, стаючи при цьому факультативними хазяями. Зараження їх відбувається при тісному контакті з інфікованими домашніми тваринами. Дорослі ціп'яки пошкоджують слизову оболонку кишки своїми присосками й гачками в місцях прикріплення. Має значення сенсибілізація людського організму антигенами гельмінтів, розвиток дисбіозу і дефіциту вітамінів. При інтенсивній інвазії спостерігаються неспецифічні порушення роботи травної системи як то нудота, зниження апетиту, біль за ходом кишечника тощо. Під час активного виповзання проглотид, що може відбуватися в будь-який час доби, пацієнти скаржаться на свербіж в періанальній ділянці.

### Спарганоз
Зоонозний біогельмінтоз, при якому йде ураження внутрішніх органів, підшкірної клітковини, кон'юнктиви очей та інших органів людини. Інвазія поширена переважно серед котів і собак. 15 гельмінтів цього роду здатні уражати людей. Зараження людей відбувається при випадковому заковтуванні з водою циклопів, інвазованих проміжними формами гельмінтів, при вживанні в їжу недостатньо термічно обробленого м'яса змій, жаб та інших додаткових і резервуарних хазяїв. Інший можливий механізм передачі інфекції — контактний, через пошкоджені шкіру і слизові оболонки, у тому числі через кон'юнктиву ока. Людина для спарганумів є випадковим хазяїном і екологічним тупиком. Від людей зараження інших не відбувається. В основі клінічних проявів виникнення вузлів у різних органах (найчастіше під кон'юнктивою або в очниці), всередині яких знаходиться личинка (спаргнум).

### Ценуроз
Інвазія, яку спричинюють проміжні стадії деяких стрічкових гельмінтів, що є паразитами родини псових, зокрема собак. При цьому в організмі людини утворюються ценури — великі паразитарні міхури, що всередині містять одразу декілька зародків. Люди можуть заражатися при випадковому заковтуванні яєць з контамінованою водою та продуктами, при контакті із зараженою собакою, в якої яйця є на шерсті та поверхні язика. При зараженні людини Taenia multiceps як правило утворюються ценури в головному та спинному мозку, при інвазії іншими — ценури формуються в міжм'язовій сполучній тканині, підшкірній клітковині, черевній або грудній порожнині, оці.

### Інші цестодози
Також описано окремі випадки паразитування у людини представників роду Diplogonoporus. Основні ознаки їх ті ж, що й у цестод роду Diphyllobothrium, але статеві органи у них подвоєні. Статеві отвори розташовуються на вентральній поверхні проглотид у два субмедіанних ряда, по 3 отвори в кожному ряду (чоловічий, отвір вагіни і матки).

## Діагностика
Ґрунтується на дослідженні проглотид чи яєць цестод у фекаліях. Морфологічне дослідження проглотид під світловим мікроскопом дає змогу виявити їхні особливості та приналежність тим чи іншим цестодам.
- При теніозі та теніаринхозі досліджуються проглотиди, що виділяє заражена людина. Ці проглотиди є подібними, і тільки дослідження під світловим мікроскопом дає можливість встановити, якому гельмінту належать виділені проглотиди, що є важливим для подальшої тактики лікування.
- При цистицеркозі мають першорядне значення не методи діагностики гельмінтозів, а візуалізаційні на кшталт КТ, МРТ, офтальмоскопії тощо.
- При дифілоботріозі у фекаліях проводиться за допомогою оптичного мікроскопу яєць, адже проглотитди гельмінта назовні не виводяться. Через те, що виділення яєць йде дискретно, потрібно робити дослідження фекалій декілька днів підряд.
- Для діагностики гіменлепідозу застосовується дослідження фекалій під мікроскопом, проводиться обстеження декілька разів з інтервалом у 15-20 днів через велику дискретність виділення яєць карликовим цип'яком.
- Для діагностики ехінококозу і альвеококозу переважне значення мають інструментальні методи дослідження: ультразвукова діагностика, комп'ютерна і магнітно-резонансна томографія. Проводяться дослідження фрагментів цих гельмінтів у харкотинні, дуоденальному вмісті, калі у випадку прориву кіст у просвіт порожнистих органів, операційного або секційного матеріалу. Використовують ІФА з дослідженням різного класу антитіл з метою як діагностики інвазії, так й контролю успішності лікування.
- Для діагностики дипілідіозу рекомендується оптична мікроскопія свіжих фекалій з метою виявлення  проглотид собачого ціп'яка, капсул і яєць цього гельмінта.

## Лікування цестодозів у людей
Основним антицестодозним препаратом є празиквантел. При деяких гельмінтах цієї групи використовується альбендазол і мебендазол.
- При теніаринхозі і теніозі використовується празиквантел, який призначається після добового обмеження вживання грубої їжі, багатої на клітковину.
- При цистицеркозі використовують специфічні протигельмінтні препарати як то  празиквантел, який при нейроцистицеркозі ефективний у дозі 50 мг/кг на добу протягом 15 днів, у тяжких випадках — до 30 днів. Можливе використання альбендазолу від 15 мг/кг на добу протягом 8 і аж до 30 днів, при необхідності курс терапії може бути проведено повторно, через 2-3 тижні. При арахноїдиті, васкулітах антигельмінтні препарати поєднують з призначенням глюкокортикостероїдів. У гострому періоді нейроцистицеркозу призначають протисудомні та симптоматичні препарати, а лише потім — протигельмінтні засоби. У деяких випадках показане хірургічне втручання.
- Для лікування дифілоботріозу також рекомендується празиквантел. Велике значення має лікування супутньої анемії.
- У лікуванні гіменолепідозу застосовуються празиквантел чи альбендазол, як й при інших цестодозах. Особливості біології гельмінта, можливість внутрішньокишкової автоінвазії вимагають наполегливого і систематичного лікування, застосування не тільки антигельмінтних препаратів, а й симптоматичної терапії ферментними препаратами, вітамінами, пробіотиками тощо.
- У лікуванні неускладненого ехінококозу можливе медикаментозне лікування, препаратом вибору є альбендазол. Лікування проводять місяцями. При рецидиві або поширеному процесі показано оперативне лікування.
- Лікування альвеококозу є проблематичним через злоякісне зростання альвеококової кісти. На ранніх етапах проводиться оперативне втручання з призначенням альбендазолу, на етапах значного проростання тканин печінки хірургічна операція не є можливою, поводиться тривала антитигельмінтна терапія.
- Лікування дипілідіозу проводиться одноразово. Для дегельмінтизації застосовують празиквантел або альбендазол.
- Спарганоз лікується комбіновано застосовуючи празиквантел і хірургічне втручання.
- Лікування ценурозу проводиться празиквантелем в поєднанні з хірургічним втручанням. Також з метою загибелі гельмінтів можна використовувати альбендазол і ніклозамід.